# Calmont (Alta Garona)
Calmont (en occità Calmont) és un municipi occità del Lauragués al Llenguadoc, situat al departament de l'Alta Garona, a la regió Occitània.